# DR 135 000 und 001
Die Triebwagen DR 805–806 (II) sind eine in den 1930er Jahren entwickelte Triebwagen-Baureihe der Deutschen Reichsbahn für den Personenverkehr auf Nebenbahnen. In Dienst gestellt wurden sie als 805–806 in Zweitbesetzung und erhielten erst Ende 1932 die Bezeichnung 135 000–001.
Die Fahrzeuge waren als Vergleichsfahrzeuge zu den DR 717 bis 719 und DR 720 bis 722 als Fahrzeuge mit Dieselmotor und elektrischer Kraftübertragung entwickelt worden und gehören zu den ersten Triebwagen mit einer Leichtbaukarosserie. Sie stellen die Variante von Westwaggon von den zweiachsigen Triebwagen eckiger Bauart dar. Ein Fahrzeug befindet sich nach Datenblattangaben im Eisenbahnmuseum Darmstadt-Kranichstein.

## Geschichte

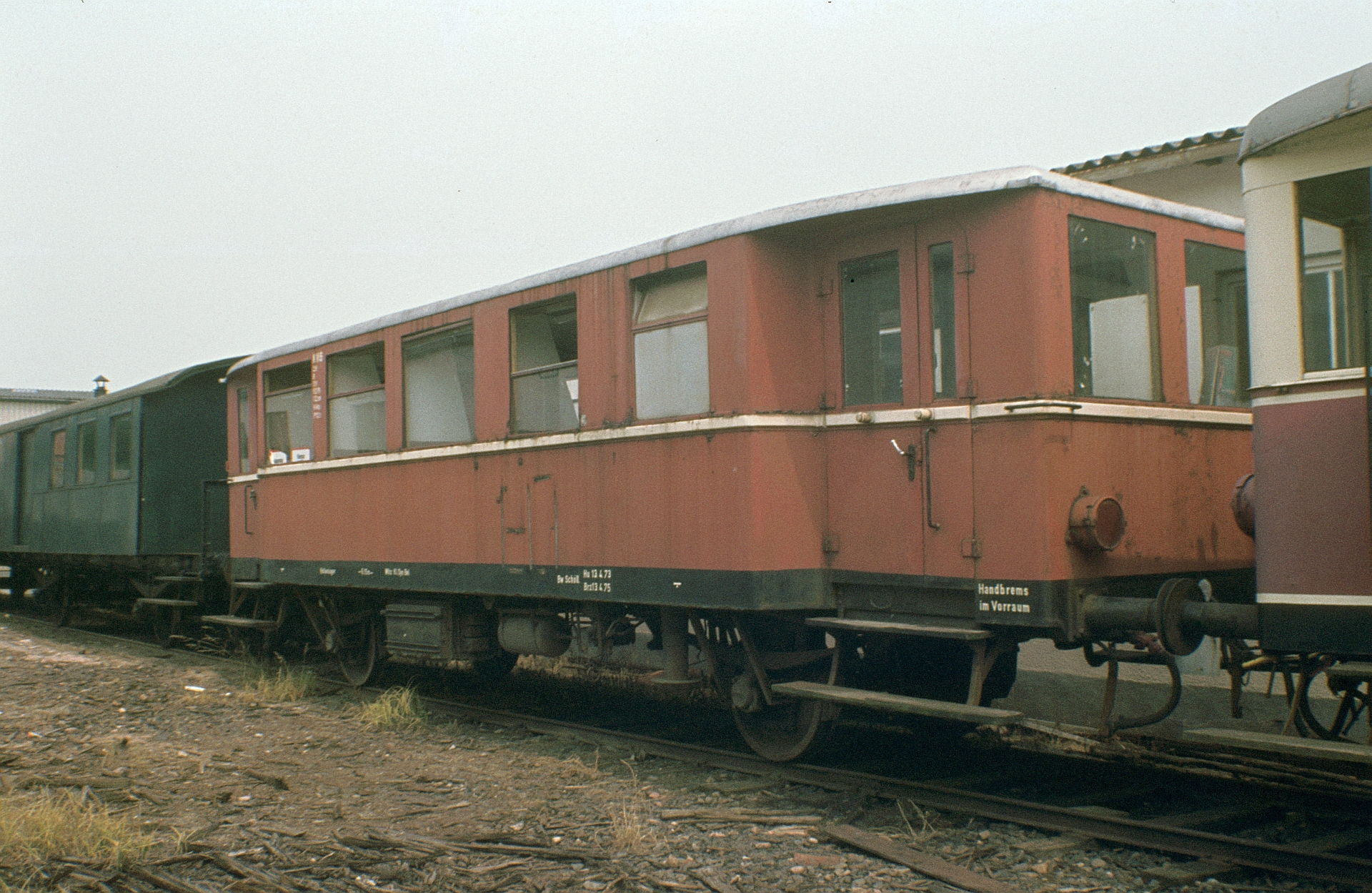
Wagenkasten von dem 135 000 abgestellt 2008 in Schöllkrippen

1930 wurden beide Wagen von der Deutschen Reichsbahn bestellt. 1932 wurden sie nach der Abnahme in dem Reichs-Ausbesserungswerk Nürnberg in der Reichsbahndirektion Regensburg eingesetzt. Eingesetzt waren beide Fahrzeuge 1937 in Weiden, wo 1939 für den 135 001 das Betriebsleben endete. Nach einem Frontalzusammenstoß wurde das Fahrzeug ausgemustert und verschrottet. Es legte bis zu seiner Ausmusterung eine Strecke von lediglich 48.500 km zurück.
Der 135 000 stand zu Kriegsbeginn im Bahnbetriebswerk Dresden-Pieschen beschädigt abgestellt. Er wurde für Kriegszwecke mit einem Antrieb auf Holzgasbetrieb versehen, Einsätze sind aus der Literatur nicht zu entnehmen. Nach dem Krieg stand der Wagen beschädigt in dem RAW Nürnberg und wurde nicht wieder betrieblich aufgearbeitet, obwohl er die neue Bezeichnung VT 75 000 erhalten hatte. 1950 wurde er in einen Beiwagen mit der Bezeichnung VB 140 399 umgebaut und in dieser Form bis 1960 vom Bw Schwandorf weiterbetrieben. Dann wurde er an die Kahlgrund Verkehrs-GmbH (KVG) verkauft und dort als VB 29 bis 1977 eingesetzt. 1986 wurde er an das Eisenbahnmuseum Darmstadt-Kranichstein abgegeben. Über die heutigen Erhaltungsstände gibt es widersprüchliche Informationen, zumindest soll das Fahrzeug noch erhalten sein.
Somit gibt es von dem Fahrzeug heute noch außer Werkfotografien Aufnahmen aus neuerer Zeit.

## Konstruktive Merkmale
Vom Wagenkasten her sind die Fahrzeuge den DR 135 002 ... 059 ähnlich. Wesentliches Änderungsmerkmal sind die fehlenden Dachlüfter, die mit 1.200 mm breiteren Wagenkastenfenster und das flacher ausgeführte Wagendach. Ansonsten entspricht der in Schweißkonstruktion in Leichtbauweise hergestellte Wagenkasten den des genannten Fahrzeuges. Das Kastengerippe war mit 1,5 mm Blechen außen verkleidet, die innere Verkleidung wurde mit Sperrholz ausgeführt.
Die Antriebsanlage bestand aus dem Sechszylinder-Viertakt-Dieselmotor OM 54, gepaart mit der elektrischen Leistungsübertragung nach dem System GEBUS. Der Dieselmotor war gemeinsam mit dem Generator, dem Kühler und dem Schmierölbehälter auf einem Tragrahmen montiert. Dieser war mit Gummielementen unter dem Hauptrahmen des Fahrzeuges aufgehängt. Der Fahrmotor war ein typischer Straßenbahnmotor der damaligen Zeit und stammte von der Firma Siemens-Schuckertwerke.